# Kurija
Kurija (mac. Курија) – wieś w centralnej Macedonii Północnej, terytorialnie i administracyjnie należąca do gminy Negotino. Według stanu na 2002 rok jej liczebność wynosiła 214 mieszkańców.

położenie wsi na mapie gminy

Według danych ze spisu powszechnego przeprowadzonego w 2002 roku, wieś Kurija zamieszkiwało 214 osób deklarujących następującą narodowość: 
- Macedończycy – 210 (98,09%)
- Arumuni – 3 (1,43%)
- Inni – 1 (0,48%)